# Dorothea Arnoldine von Weiler
Dorothea Arnoldine von Weiler (* 17. Dezember 1864 in Arnhem; † 14. Februar 1956 in Amsterdam) war eine niederländische Malerin.

## Leben
Dorothea Arnoldine von Weiler wurde am 17. Dezember 1864 als Tochter von Arnold Carel von Weiler und Zwanida Johanna Dorothea Emilia Weerts geboren. Sie heiratete 1914 den 25 Jahre älteren Marius Albert van Andringa de Kempenaer, Weineinkäufer für die Firma van Heeckeren und van Pelt. Er starb im November 1914, vier Monate nach ihrer Hochzeit. Sie war Schülerin von Théophile de Bock und Hendrik Willebrord Jansen. Von Weiler malte Blumenstillleben, Landschaften, Flusslandschaften und Stadtbilder und war seit 1901 Mitglied der Künstlervereinigung Arti et Amicitiae und seit 1906 der Kunstenaarsvereniging Sint Lucas.
Dorothea Arnoldine von Weiler starb am 14. Februar 1956 und wurde neben ihrem Mann auf dem Friedhof in Arnheim bestattet.